# Festival di Castrocaro 1963
Questa pagina raccoglie i dati relativi all'edizione del Festival di Castrocaro del 1963.

## La manifestazione
Al concorso si iscrivono per la VII edizione circa 2000 cantanti, che vengono selezionati in tutta Italia fino ad arrivare ad una rosa di dieci partecipanti più due riserve.
L'organizzazione è affidata all'ATA di Gianni Ravera.
Nel corso della serata finale i cantanti presentano due canzoni già edite, accompagnati dall'orchestra diretta dal Maestro Gino Mescoli; ognuno dei cantanti ha un padrino o una madrina, che lo presenta al pubblico.
Gli artisti sono sottoposti al vaglio di cinque giurie, di cui due esterne (a Sanremo e a Napoli), mentre le tre presenti in sala sono costituite da giornalisti, da tecnici e da alcuni spettatori sorteggiati tra quelli presenti in sala.
I primi due cantanti classificati (che risulteranno essere Bruno Filippini e Gigliola Cinquetti)  vengono proclamati vincitori ed ottengono il diritto di partecipare al Festival di Sanremo 1964; molti altri cantanti però otterranno ugualmente contratti con case discografiche, avviandosi ad una carriera musicale.
Nel corso della serata finale partecipano come ospiti Françoise Hardy e Petula Clark.
La manifestazione si svolge domenica 22 settembre e viene mandata in onda sul canale nazionale il giorno seguente in seconda serata.

## I cantanti partecipanti
| Cantante                                        | Canzone                       | Autori del testo                            | Autori della musica              | Padrino o madrina | Voti ottenuti |
| Bruno Filippini (Roma, 3 marzo 1945)            | Baci                          | Salvatore Palomba e Alessandro Delle Grotte | Bobby Darin                      | Nilla Pizzi       | 185           |
|                                                 | Il re dei pagliacci           | Amenni                                      | Neil Sedaka e Howard Greenfield  |                   |               |
| Gigliola Cinquetti (Verona, 20 dicembre 1947)   | Le strade di notte            | Calibi                                      | Giorgio Gaber e Renato Angiolini | Giorgio Gaber     | 178           |
|                                                 | Sull'acqua                    |                                             |                                  |                   |               |
| Luciano Savoretti (Roma, 1941)                  | Non finirò d'amarti           | Mario Panzeri                               | Don Gibson                       | Jenny Luna        | 51            |
|                                                 | Tu sei come me                |                                             |                                  |                   |               |
| Gilberta Mazzoni (Bologna, 11 ottobre 1942)     | Ho chiuso le finestre         | Franco Migliacci                            | Luis Bacalov                     | Cocky Mazzetti    | 32            |
|                                                 | Brucia                        |                                             |                                  |                   |               |
| Paola Bertoni (Ravenna, 5 aprile 1943)          | Doce doce                     | Fred Bongusto                               | Fred Bongusto e Loris Boresti    | Fred Bongusto     | 22            |
|                                                 | Un giorno tu mi rivedrai      |                                             |                                  |                   |               |
| Anna Minguzzi (Ravenna, 1946)                   | Oh baby piangerò              |                                             |                                  | Pino Donaggio     | 13            |
|                                                 | Et maintenant                 | Pierre Delanoë                              | Gilbert Bécaud                   |                   |               |
| Angela Gatto (Taranto, 1945)                    | Every night                   |                                             |                                  | Johnny Dorelli    | 4             |
|                                                 | Chariot                       | Gaspare Gabriele Abbate e Bruno Pallesi     | Franck Pourcel e Paul Mauriat    |                   |               |
| Romana Marzoli (Genova, 1942)                   | Anche se                      | Gino Paoli                                  | Gino Paoli                       | Tony Renis        | 4             |
|                                                 | Io non posso amare            |                                             |                                  |                   |               |
| Roberto Rangone (Alessandria, 28 novembre 1943) | E' subito sera                |                                             |                                  | Wilma De Angelis  | 4             |
|                                                 | È l'alba                      |                                             |                                  |                   |               |
| Gino Trioli (Cosenza, 1944)                     | Take Me Tonight               |                                             |                                  | Betty Curtis      | 4             |
|                                                 | Una tasca piena di arcobaleni |                                             |                                  |                   |               |
| Graziano Grazioli (Milano, 1940)                | Canto anche se sono stonato   | Lelio Luttazzi                              | Lelio Luttazzi                   |                   | 92            |

- Riserve: Libero Mondini e Ambra Borelli
- Eliminati nelle semifinali: Caterina Caselli (di Sassuolo), Ivana Borgia (di Bologna), Romano D'Elia di Nocera Inferiore, Marilena Montrucchio (di Pietra Ligure), Franca Paladino (di Palermo), Gabriella Rigoni (di Padova), Lilla Ferrante (dal Canada), infine Ennio Bonvicini (di Bologna).
- Eliminati nelle fasi precedenti: Iskra Menarini, Miro Baldoni.